# Leoben Hauptbahnhof
Leoben Hauptbahnhof – stacja kolejowa w Leoben, w kraju związkowym Styria, w Austrii. Jest głównym punktem przesiadkowym na trasach wewnątrz Austrii i łączy m.in. Wiedeń, Klagenfurt am Wörthersee i Villach, jak również Graz w Górnej Styrii i Salzburg.

## Historia
W dniu 1 września 1868 zbudowano linię kolejową Bruck an der Mur–Leoben, a wraz z nią główny dworzec kolejowy. Obecnie jest to część Südbahn. W dniu 1 grudnia tego samego roku otwarto trasę St. Michael-Leoben, część Rudolfsbahn. W wyniku tego poprawiła się dostępność do Leoben. Pozwoliło to, aby przemysłowe i uniwersyteckie Leoben stało się ważnym węzłem dla Górnej Styrii, Salzburga i Klagenfurt am Wörthersee. W 1872 pierwsza część Erzbergbahn została otwarta.

## Budynek
Pomiędzy 1970-75 stary budynek został zburzony i zastąpiony nowym budynkiem przez architekta Bruno Rieglera. Nowa Hala dworcowa została zaprojektowana wraz z artystycznymi rzeźbionymi listwami Rudolfa Kedal, jak również dwoma obrazami Giselberta Hoke. Na placu przed dworcem znajduje się rzeźba Helmutha Gsöllpointnera.
Od 2003 do 2005 r. budynek dworca, perony, przejście podziemne i plac dworcowy zostały zmodernizowane. W hali dworca zachowano historyczne dzieła sztuki. Nowy budynek dworca stał się przyjazny dla pasażerów. Ważnym zadaniem była przebudowa przejścia podziemnego, które połączyło stację z miastem.